# 고시고에정
고시고에정(일본어: 腰越町)은 일본 가나가와현 가마쿠라군에 설치되었던 정이다. 현재의 가마쿠라시에 해당한다.

## 역사
- 1889년 4월 1일 - 정촌제 시행과 함께 고시고에 촌 및 쓰무라가 합병해 고시고에쓰 촌이 성립된다.
- 1903년 6월 20일 - 에노시마 전철선 철도(현재의 에노시마 전철선) 가타세 - 교아이바시(현재의 시치리가하마역)간 개업.추가 정류장은 도바시 고베바시 야토(현재의 고시고에 역), 만후쿠지마에, 고시고에, 소유가우라, 히사카(닛사카).현재의 가마쿠라 고교앞역), 다니자와, 시치리가하마, 미네가하라, 타나베(현재의 시치리가하마 역) 및 교아이바시(유키아이바시).
- 1915년 10월 18일 - 요코하마 전기 에노시마 전기 철도부(현재의 에노시마 전철선) 다니자와 정류장 폐지하였다. 다나베를 행합으로, 교아이바시를 경계로 개칭하였다.
- 1918년 6월 24일 - 요코하마 전기 에노시마 전기 철도부의 고베 다리 정류장 폐지하였다. 고시고에를 고시고에 하마카미로, 오가우라를 후원 앞으로 개칭하였다.
- 1920년 4월 1일 - 가타세 가마쿠라 선(현재의 국도 134호) 및 가타세 오후나 선(현재의 가나가와 현도 304호 고시고에 오후나 선)이 지방도가 인정되었다.
- 1929년 - 에노시마 전기철도(현재의 에노시마 전철선)의 도바시를 고시고에 하마카미를 고도로 개칭하였다.
- 1931년 1월 1일 - 정으로 승격해, 고시고에정이 되었다.
- 1933년 - 마을에는 수산업 340세대, 전업농 70세대, 겸업농가 95세대가 소재하고 있다. 수산업은 고등어 가다랑어 정어리 참다랑어 어업을 주로 번창했다.
- 1935년 - 총세대수는 1,053이 되었고. 에노시마 전기철도의 오사카이 - 추양간에 캠프카 앞 임시 정류장을 개설하였다.
- 1938년 12월 - 가마쿠라정과 후지사와정에서, 가타세정과 고시고에정을 합병하기 위한 쟁탈전이 발생하였다.
- 1939년 11월 3일 - 가마쿠라 정과 합병, 시(市)제 시행시 가마쿠라 시가 된다. 고시고에 정역은 가마쿠라시 고시고에·쓰가 된다.

## 교통

### 철도 노선
- 에노시마 전기 철도

### 도로
- 현도 가타세 가마쿠라선 - 국도 제134호선
- 현도 가타세오후네선 - 현재의 가나가와현도 304호 요시코시 오후네선

## 참고 문헌
- 角川日本地名大辞典編纂委員会,『角川日本地名大辞典 神奈川県』1984, 角川書店